# Julius Rittler
Julius Rittler (kolem 1813? – 3. února 1880 Rosice) byl rakouský politik, v letech 1867 – 1878 poslanec Moravského zemského sněmu.

## Životopis
Jeho otcem byl ředitel Rosického uhelného těžířstva Hugo Rittler. On sám působil jako ředitel Rosické báňské společnosti.
Poslancem Moravského zemského sněmu byl poprvé zvolen v zemských volbách v lednu 1867, v nichž porazil ve volebním obvodu tvořeném městy Moravský Krumlov, Ivančice, Moravské Budějovice a Jaroměřice nad Rokytnou se ziskem asi dvojnásobku hlasů federalistu Karla Kanduse z Cvrčovic. Ve volbách jej podpořila německá honorace a židovská komunita – brněnský rabín doporučil krumlovským a ivančickým Židům, aby hlasovali pro Rittlera a nevolili katolického kněze Kanduse. Rittlera podpořil i ivančický děkan. V zemských volbách v březnu 1867 potom zvítězil nad Franzem Müllerem, ředitelem dolů v Oslavanech. V zemských volbách v roce 1870 proti němu už nikdo nekandidoval – Češi volby bojkotovali. Rittler v kampani využíval letáků, které měly upozornit na jeho přednosti. Post zemského poslance obhájil i ve volbách v září 1871, když porazil tři protikandidáty (českého národovce Václava Hanse, německého liberála Franze Proksche a Pocheho). Před volbami čelil kritice, že prostřednictvím svých spojenců podplácí voliče. Hanse a Pocheho porazil Rittler i ve volbách v prosinci 1871.
V letech 1867 – 1868 vystupoval na sněmu v záležitosti zemského penzijního ústavu. Často prosazoval stavbu silnic, zejm. ve svém volebním obvodě. Podporoval také okresní hospodářské spolky, věnoval se prosazování pomocí z milostí. V roce 1877 začal vedle výstavby silnic podporovat i stavbu železnice. Vzhledem ke svému příklonu k táboru německých liberálů a centralistů byl často kritizován Čechy, kteří kvůli tomu bojkotovali volby. Byl uznáván jako dobrý řečník.
Zemřel v únoru 1880 ve věku 67 let.